# Uppenbarelse
Uppenbarelse är inom flera religioner en benämning på alternativ kunskapsgrund vid sidan om empirisk och rationalistisk kunskap, med gudomligt eller andligt ursprung.
Uppenbarad kunskap bygger på att Gud, andar eller förfäder på något sätt kan meddela sig med människor, och på så sätt förmedla kunskap. I monoteistiska religioner, där Gud är avsändaren, är den uppenbarade kunskapen säker kunskap[källa behövs], med reservation för att människorna som förmedlar den hört fel, missuppfattar eller förfalskar budskapet. Inom andra religioner kan avsändaren av uppenbarelsen förväntas ha tillgång till säkrare kunskap än människorna, men kanske ändå inte vara helt pålitliga.
I naturreligionen, var det som regel stammens eller gruppens schaman som uppenbarade den högsta viljan (när skall man jaga, naturens variationer, tid för ceremonier, offer etc.). Schamanen var, under själva uppenbarelsen, i någon form av trans, av kortare eller längre varighet.
Inom judendom, islam och andra religioner med profeter, sägs profeterna förmedla en uppenbarelse från Gud. Profetens uppenbarelser från Gud kan ske på olika sätt, beskrivet i många religiösa traditioner. Själva uppenbarelsen, där profeten är i närkontakt med Gud (bortom tid och rum), påverkade mycket starkt de som beskrev händelsen. 
Inom religioner med en helig skrift är denna vanligtvis den huvudsakliga förmedlaren av uppenbarelse.